# نیکلای کیسلیوف (ورزشکار)
نیکلای کیسلیوف (روسی: Никола́й Фёдорович Киселёв؛ ۲۵ اکتبر ۱۹۳۹ – ۱ ژانویهٔ ۲۰۰۵)از برندگان مدال‌های بازی‌های المپیک اهل اتحاد جماهیر شوروی سوسیالیستی بود.